# Luchthaven Salka
Luchthaven Salka (Russisch: аэропорт Салка) of Nizjni Tagil Salka of Nizjni Tagil Noordoost is een militair vliegveld op 17 kilometer ten noordoosten van de stad Nizjni Tagil in de Russische oblast Sverdlovsk. Van de jaren 50 tot de jaren 80 was hier het 765e luchtonderscheppingsregiment gestationeerd, dat gebruik maakte van Su-9-vliegtuigen en later van MiG-23P's. In 1994 werd de eenheid opgeheven. In 2006 werd het vliegveld overgeheveld van het Russische Ministerie van Defensie naar het Instituut voor Metaaltesten van Nizjni Tagil. Voor de Wapenexpositie van 2008 staat een reconstructie van het vliegveld gepland.